# 孫珮
孫珮（1536年—？），字伯玉，號崑石，山东青州府諸城縣人，山東青州左衛軍籍，明朝政治人物。

## 生平
嘉靖四十年（1561年）辛酉科山東鄉試第四十八名舉人。隆慶二年（1568年）中式戊辰科三甲第二百六十八名進士。三年授直隶丹阳县知县，六年升户部主事，万历五年（1577年）升山西司郎中，十一年三月升江西布政司右参议，十三年五月升湖广按察司副使，再升参政，十七年正月调简。

## 家族
曾祖孫興；祖父孫泰；父孫文佐，贈奉政大夫户部山西司郎中。母宋氏，封太宜人。兄松、孝、柏、弟信、思、惠。